# Armée du Mahdi
 (juillet 2019).
Si vous disposez d'ouvrages ou d'articles de référence ou si vous connaissez des sites web de qualité traitant du thème abordé ici, merci de compléter l'article en donnant les références utiles à sa vérifiabilité et en les liant à la section « Notes et références ».
L’Armée du Mahdi, ou du Mehdi — arabe : جيش المهدي, Jaish al Mahdi —, est une milice islamiste chiite irakienne, particulièrement implantée parmi les classes les plus pauvres de la population chiite, en particulier dans les faubourgs de Bagdad, notamment Sadr City, et dans le Sud profond irakien.

## Histoire

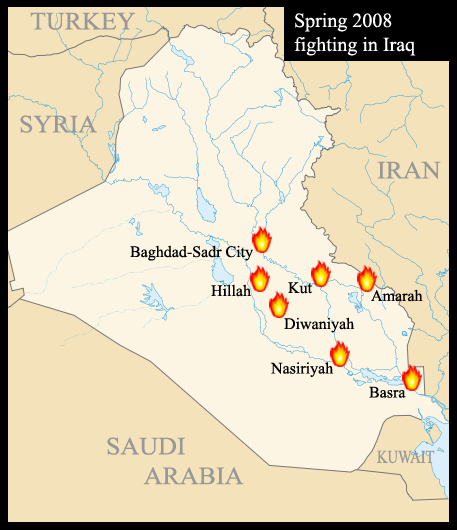
Carte des combats qui ont opposé l'armée du Medhi à l'armée irakienne en début d'année 2008.

Elle est le bras armé du mouvement politique dirigé par Moqtada al-Sadr. Ses membres portent une tenue noire en guise d'uniforme. Elle utilise également le drapeau irakien.

Elle s'est affrontée à plusieurs reprises avec la Coalition militaire en Irak, notamment en avril 2004 à Bagdad, et en août de la même année à Najaf.
À l'image du Hezbollah libanais, elle n'est pas qu'un groupe armé, mais dispose également d'un volet d'action sociale, qui est particulièrement populaire à Sadr city, où elle pallie les défaillances de l'État irakien pour les services publics et la sécurité.

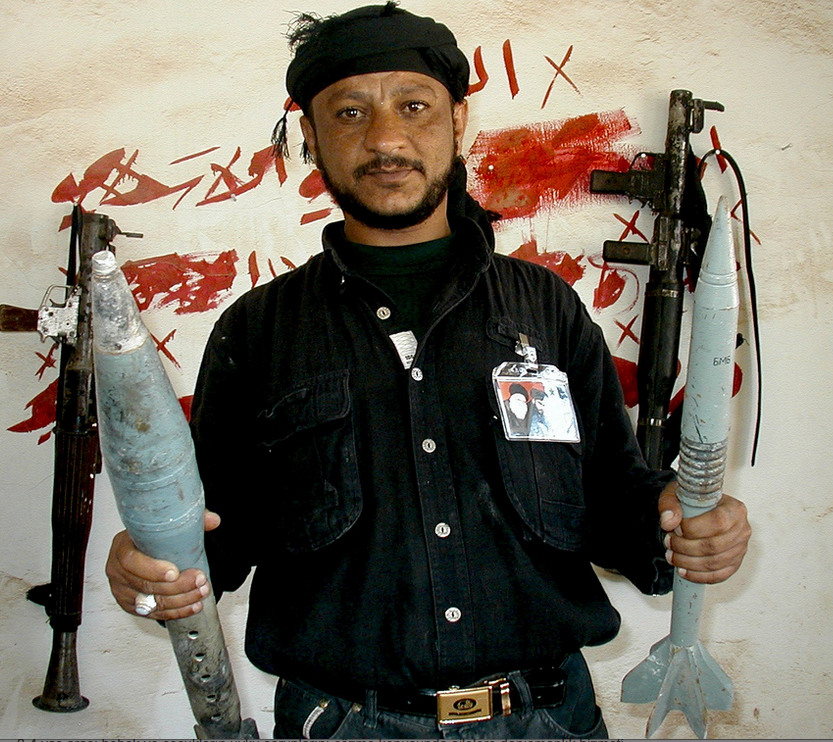
Milicien dans le cimetière de Nadjaf

Elle s'est très vite structurée après la chute de Saddam Hussein. D'après des informations parues dans la presse, elle connaîtrait une crise de commandement. Moqtada al-Sadr, en particulier, aurait perdu le contrôle de certains de ses membres.
Elle est accusée par les États-Unis et de nombreux sunnites de fournir la plupart des membres des escadrons de la mort qui multiplient les exactions contre les sunnites.[réf. souhaitée]
En 2007, un cessez-le-feu et même une certaine collaboration a lieu avec les autorités irakiennes et américaines et al-Sadr cherche à éviter un affrontement frontal avec ces dernières. 
En 2008, l'armée irakienne s'est lancée dans une vaste offensive, ciblée contre les unités armées de cette milice, qui a fait un millier de victimes.
Moqtada al-Sadr a annoncé le 14 juin 2008 qu’il renonçait à participer aux élections provinciales d’octobre, tout en acceptant de démilitariser ses forces. L’Armée du Mahdi doit être remplacée par une structure en cellules destinées à “combattre l’occupation américaine”  et s'occuper plus d'œuvres sociales.
L'armée du Mahdi est démantelée en 2008, mais une part importante de ses combattants est reversée dans la Brigade du jour promis, créée en novembre 2008 par Moqtada al-Sadr. Deux autres milices font scission; Kataeb Hezbollah et Asaïb Ahl al-Haq.

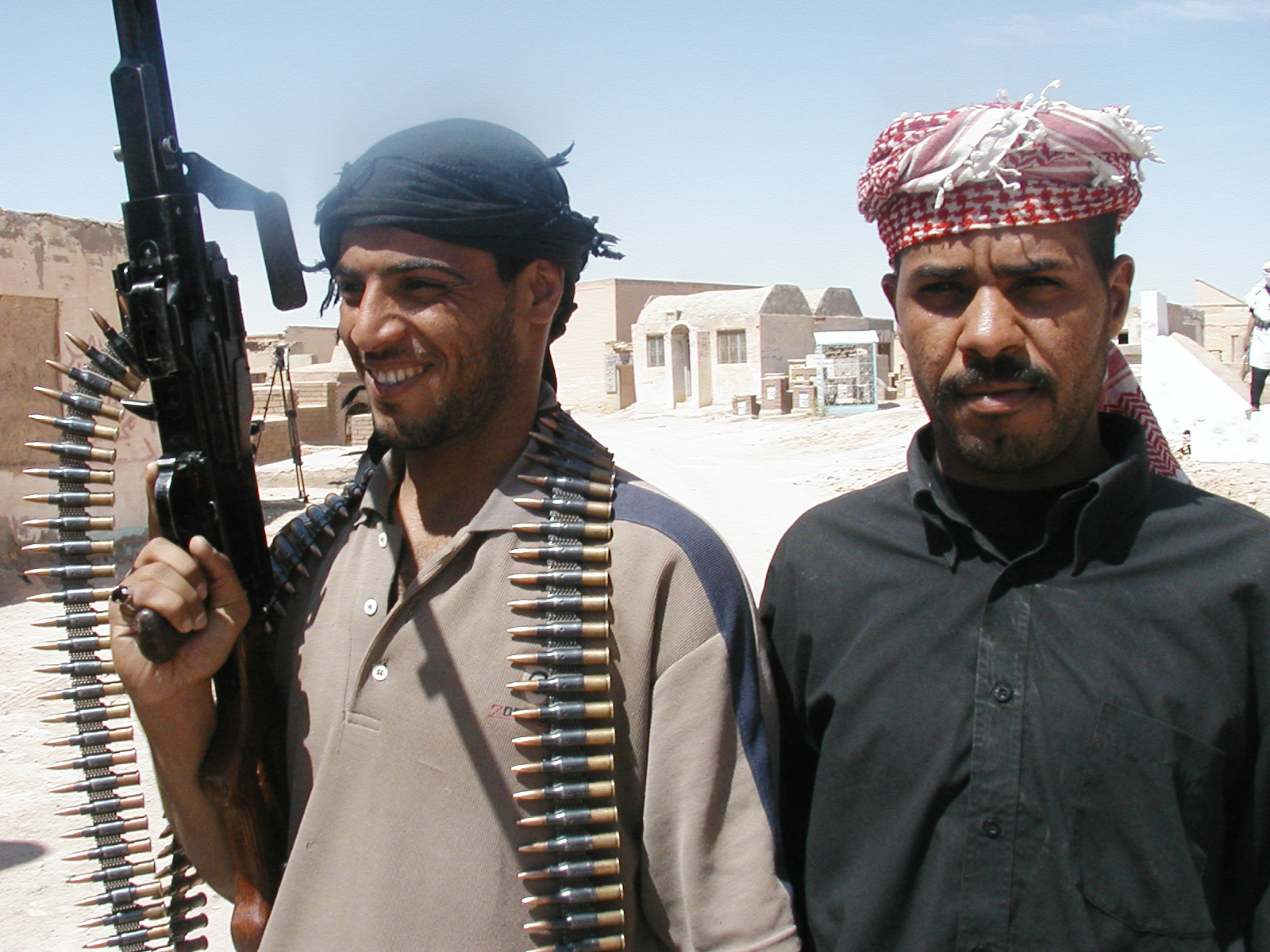
Miliciens de l'armée du Mahdi dans le cimetière de Nadjaf

Le 3 janvier 2020, après la mort du général iranien Qassem Soleimani et du chef des Hachd al-Chaabi Abou Mehdi al-Mouhandis dans une frappe de drone américaine, Moqtada al-Sadr annonce qu'il réactive l'Armée du Mahdi.